# 1994 VF2
1994 VF2 är en asteroid i huvudbältet som upptäcktes den 8 november 1994 av den japanska astronomen Satoru Otomo i Kiyosato.
Asteroiden har en diameter på ungefär 11 kilometer.